# Mithridates I av Armenien
Mithridates I av Armenien, död 51 e.Kr., var regerande kung av Armenien mellan 35 och 37 och 42-51 e.Kr. 